# ロシア語講座
ロシア語講座（ロシアごこうざ）は、NHKラジオ第2放送で放送されていたロシア語の語学講座。

## 概要
月～土の放送が基本で、月～木は入門編（6ヶ月単位）、金、土は応用編（6ヶ月単位）で構成されていた。
2008年4月からは『まいにちロシア語』の番組名で放送されている。
NHKラジオにおけるロシア語講座の開始は1956年11月4日だった。これは1949年から続けられていた日ソ学院（現在の東京ロシア語学院）のロシア語講座受講者による署名活動の展開と、1956年10月19日の日ソ共同宣言署名により日本とソビエト連邦の間の国交回復が確実になった事が背景となっていた。このため、通常の番組改編期である10月初旬ではなく11月から、署名から約2週間おいた時期での中途追加となった。初代講師は東京外国語大学准教授としてロシア語学習書を既に公刊していた東郷正延が担当し、東郷はその後も長くこのNHKラジオロシア語講座に関わった。
1974年4月においては、ラジオ番組を「ロシア語入門」と題して放送されていた（この時の講師は佐藤純一、藤沼貴。ゲストは原タマーラなど。放送時間は月曜から土曜の午前7：20～7：40の20分間で、再放送は午後4：40～5：00）。

## 放送時間
- 2008年度（アンコールロシア語講座応用編）
  - 土　21:15～21:55（2本分）

### 放送内容
| 年度      | 時期 | 曜日   | レベル | 月        | 題                                                                                    | 講師                                                 | 新作・再放送                  |
| --------- | ---- | ------ | ------ | --------- | ------------------------------------------------------------------------------------- | ---------------------------------------------------- | ----------------------------- |
| 1988 年度 | 後半 |        |        | 10月～3月 |                                                                                       | 中澤英彦、原タマーラ （ゲスト Марина Буршва)         |                               |
| 1990 年度 | 後半 | 月－木 | 入門編 | 10月～3月 | 文法の基礎から系統的に学習。 電器工場の日本人技師が、モスクワ在住のソ連人女性に会う旅 | 宮澤俊一 (ゲスト Инна Эльмирова、モスクワ中央TVアナ) | 1988年10月～1989年3月の再放送 |
| 1990 年度 | 後半 | 金・土 | 応用編 | 10月～3月 | 現代ロシアの文学                                                                      | 安井亮平                                             | 新作                          |
| 1994 年度 | 前半 |        |        | 4月～9月  |                                                                                       | 安岡治子、原タマーラ                                 |                               |
| 2001年度  | 前半 | 月－金 | 入門編 | 4月～9月  | 基礎のロシア語丸かじり                                                                | 沼野恭子                                             | 新作                          |
| 2001年度  |      | 月－金 | 応用編 | 4月～9月  | スキーツアー                                                                          | 原タマーラ                                           | 1999年10月～2000年3月の再放送 |
| 2001年度  | 後半 | 月－金 | 入門編 | 10月～3月 | 一歩一歩のロシア語                                                                    | 宇多文雄                                             | 新作                          |
| 2001年度  | 後半 | 月－金 | 応用編 | 10月～3月 | ロシア民話の世界                                                                      | 中村喜和                                             | 新作                          |
| 2002年度  | 前半 | 月－金 | 入門編 | 4月～9月  | 楽しくロシア語ステップアップ                                                          | 村田真一                                             | 新作                          |
| 2002年度  | 前半 | 月－金 | 応用編 | 4月～9月  | トルストイの戦争と平和を読む                                                          | 川端香男里                                           | 2000年10月～2001年3月の再放送 |
| 2002年度  | 後半 | 月－金 | 入門編 | 10月～3月 | 基礎のロシア語丸かじり                                                                | 沼野恭子                                             | 2001年4月～2001年9月の再放送  |
| 2002年度  | 後半 | 月－金 | 応用編 | 10月～3月 | А как у вас ? ロシアでは？日本では？                                                  | 滝川ガリーナ                                         | 新作                          |
| 2003年度  | 前半 | 月-金  | 入門編 | 4月～9月  | 声に出そう！ロシア語                                                                  | 沼野恭子                                             | 新作                          |
| 2003年度  | 前半 | 月-金  | 応用編 | 4月～9月  | ロシア民話の世界                                                                      | 中村喜和                                             | 2001年10月～2002年3月の再放送 |
| 2003年度  | 後半 | 月－金 | 入門編 | 10月～3月 | 楽しくロシア語ステップアップ                                                          | 村田真一                                             | 2002年4月～2002年9月の再放送  |
| 2003年度  | 後半 | 月－金 | 応用編 | 10月～3月 | А как у вас ? ロシアでは？日本では？                                                  | 滝川ガリーナ                                         | 2002年10月～2003年3月の再放送 |
| 2004年度  | 前半 | 月－金 | 入門編 | 4月～9月  | 基本動詞でステップアップ                                                              | 村田真一                                             | 新作                          |
| 2004年度  | 前半 | 月－金 | 応用編 | 4月～9月  | А как у вас ? Часть Ⅱ ロシアでは？日本では？第Ⅱ部                                     | 滝川ガリーナ                                         | 新作                          |
| 2004年度  | 後半 | 月－金 | 入門編 | 10月～3月 | 声に出そう！ロシア語                                                                  | 沼野恭子                                             | 2003年4月～2003年9月の再放送  |
| 2004年度  | 後半 | 月－金 | 応用編 | 10月～3月 | チェーホフの 『サハリン島』 を読む                                                    | 渡辺雅司                                             | 新作                          |
| 2005年度  | 前半 | 月－金 | 入門編 | 4月～9月  | 13番館へようこそ！                                                                    | 安岡治子                                             | 新作                          |
| 2005年度  | 前半 | 月－金 | 応用編 | 4月～9月  | А как у вас ? Часть Ⅱ ロシアでは？日本では？第Ⅱ部                                     | 滝川ガリーナ                                         | 2004年4月～2004年9月の再放送  |
| 2005年度  | 後半 | 月－金 | 入門編 | 10月～3月 | 基本動詞でステップアップ                                                              | 村田真一                                             | 2004年4月～2004年9月の再放送  |
| 2005年度  | 後半 | 月－金 | 応用編 | 10月～3月 | ロシア絵本とファンタジー                                                              | 鴻野わか菜（千葉大学准教授）                         | 新作                          |
| 2006年度  | 前半 | 月－金 | 入門編 | 4月～9月  | ロシアを知ろう、日本を語ろう！                                                        | 井桁貞義                                             | 新作                          |
| 2006年度  | 前半 | 月－金 | 応用編 | 4月～9月  | チェーホフの 『サハリン島』 を読む                                                    | 渡辺雅司（東京外国語大学教授）                       | 2004年10月～2005年3月の再放送 |
| 2006年度  | 後半 | 月－金 | 入門編 | 10月～3月 | 13番館へようこそ！                                                                    | 安岡治子（東京大学大学院助教授）                     | 2005年4月～2005年9月の再放送  |
| 2006年度  | 後半 | 月－金 | 応用編 | 10月～3月 | А как у вас ? Часть Ⅲ ロシアでは？日本では？第Ⅲ部                                     | 滝川ガリーナ（東京外国語大学客員助教授）             | 新作                          |
| 2007年度  | 前半 | 月－金 | 入門編 | 4月～9月  | じっくり鍛えてステップアップ                                                          | 村田真一（上智大学教授）                             | 新作                          |
| 2007年度  | 前半 | 月－金 | 応用編 | 4月～9月  | ロシア絵本とファンタジー                                                              | 鴻野わか菜                                           | 2005年10月～2006年3月の再放送 |
| 2007年度  | 後半 | 月－金 | 入門編 | 10月～3月 | ロシアを知ろう、日本を語ろう！                                                        | 井桁貞義（早稲田大学教授）                           | 2006年4月～9月の再放送        |
| 2007年度  | 後半 | 月－金 | 応用編 | 10月～3月 | ゴーゴリの『鼻』を読む                                                                | 井上幸義（上智大学教授）                             | 新作                          |